# 陈卓禧
陈卓禧（1955—），男，汉族，中华人民共和国政治人物。现任香港专业进修学校（港专）校长。第十三、十四届全国政协委员。